# Villard de Honnecourt

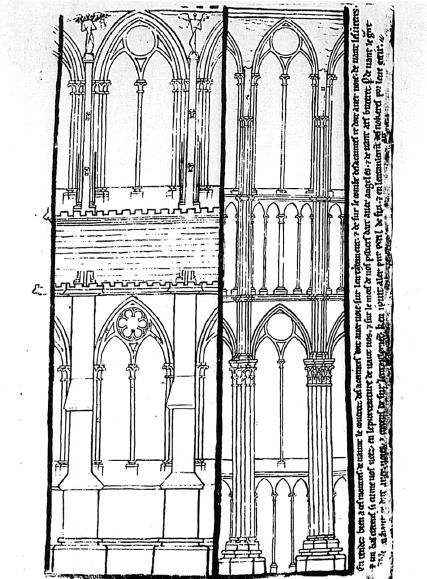
Desenho da Catedral de Reims, Villard de Honnecourt.

Villard de Honnecourt foi um conhecido mestre-de-obras do séc XIII, célebre devido aos documentos que deixou, repletos de projectos arquitectónicos, guardados nos dias que correm na Biblioteca Nacional da França.

## Biografia
Villard nasceu em Honnecourt-sur-Escaut perto de Cambrai. Como qualquer obreiro do seu tempo, fez a sua aprendizagem, passando de terra em terra, de estaleiro em estaleiro para aprender o seu ofício. Veio a tornar-se mais tarde em magister latomus (mestre-de-obras). Nessa época, a profissão também envolvia o trabalho do arquitecto. Conhecemos através dos documentos que deixou escritos os locais pelos quais passou e trabalhou:
- Laon
- Chartres
- Lausanne
- Hungria

## Os documentos
Villard de Honnecourt deixou-nos os seus documentos escritos , agora guardados na Biblioteca Nacional da França. Têm uma dimensão de 14x22 centímetros compostos por uma centena de páginas.
Hoje em dia apenas um pouco mais de sessenta folhas subsistem. Essas  páginas contêm uma série de projetos acompanhados com uma pequena legenda.